# Nils Rodén
Nils Oskar Rodén, född 10 juli 1897 i Gheleb, Eritrea, död 22 januari 1964 i Västervik, var en svensk teolog och lärare.

## Biografi
Nils Rodén föddes 1897 i Eritrea, där fadern Gustaf Rodén verkade som missionär. Han kom till Sverige 1906, avlade studentexamen i Norrköping 1916, studerade därefter vid Uppsala universitet där han blev filosofie kandidat 1919, teologie kandidat 1923, och prästvigdes i Uppsala 1923.
Han blev teologie licentiat 1930 och teologie doktor 1941 med en avhandling om  herrnhutiska och nyevangeliska väckelserörelser. Han verkade inom Evangeliska fosterlandsstiftelsen, vars styrelse han tillhörde 1932–1938.
Han var lärare vid Johannelunds missionsinstitut 1924–1926, sekreterare för Evangeliska fosterlandsstiftelsens inre mission 1926–1935, rektor vid Johannelund 1935–1938 och föreståndare för Restenässkolan 1944–1945. 1947 utnämndes han till lektor i kristendom och filosofie vid Västerviks läroverk. Han redigerade flera av fosterlandsstiftelsens publikationer, främst Missionstidningen Budbäraren 1934–1937.
Under studieåren i Uppsala deltog Rodén med stort intresse i det kristliga studentarbetet. Efter ett par besök i Norge 1920–1921 tog han tillsammans med andra initiativet till anordnande av student- och gymnasistmöten på biblisk grund samt var ordförande i den svenska kommittén härför 1922–1923 och 1928–1936. Som sekreterare i fosterlandsstiftelsens inre mission kom Rodén i personlig kontakt med den folkliga väckelsefromheten, till vars vetenskapliga utforskande han bidrog genom flera arbeten, främst doktorsavhandlingen Herrnhutiska och nyevangeliska väckelserörelser i Linköpings stift intill 1856 (1941).
Han utgav även Johannelunds missionsinstitut genom 75 år (1938) och Det norrländska nyläseriets uppkomst (1942). Rodén företog 1924–1925 en studieresa till Egypten, Palestina och Syrien och bevistade i samband därmed som delegat muhammedanmissionens konferenser i Helwan och Jerusalem. Efter denna resa utgav han Bland kopter och muhammedaner i faraonernas land (1925) och Bibliska städer (1932).